# Aaron Ramsey (calciatore 2003)
Aaron James Ramsey (Birmingham, 21 gennaio 2003) è un calciatore inglese, centrocampista del Burnley.

## Biografia
Suo fratello maggiore Jacob gioca nell'Aston Villa assieme al fratello minore Cole. Suo padre Mark è stato un pugile che ha combattuto contro Ricky Hatton nel 1998 e nel 1999.

## Carriera

### Club
Ramsey si è unito all'Aston Villa assieme a suo fratello Jacob a 9 anni. Ha ottenuto un contratto professionistico il 16 marzo 2021. Durante il suo periodo all'Aston Villa U23 è stato nominato dal The Guardian come uno dei migliori talenti inglesi. Il 24 maggio 2021 ha fatto parte della formazione U18 che ha vinto la FA Youth Cup contro il Liverpool per 2-1.
È stato promosso in prima squadra alla fine della stagione 2020-21 ed ha giocato il suo primo incontro il 21 luglio 2021 segnando in un'amichevole pre-stagionale contro il Walsall. Ha fatto il suo debutto ufficiale il 24 agosto 2021 in una vittoria per 6-0 in English Football League Cup contro il Barrow.
L'11 gennaio 2022 si è unito al Cheltenham Town in prestito fino alla fine della stagione. Ha fatto il suo debutto in una sconfitta per 1-0 contro il Rotherham Utd il 22 gennaio 2022. Il 23 aprile 2022 ha segnato il suo primo gol nel calcio professionistico in una sconfitta per 1-2 contro il Bolton.
Il 5 agosto 2022 si è unito al club di Championship del Norwich City in prestito fino a fine stagione per crescere con l'ex allenatore dell'Aston Villa Dean Smith. Ha debuttato il 9 agosto 2022 come sostituto in EFL Cup contro il Birmingham City. Ha segnato il suo primo gol il 29 ottobre 2022 quando ha segnato una doppietta nella vittoria per 3-1 contro lo Stoke City. 
Nel dicembre 2022 ha subito un infortunio al ginocchio che ha richiesto un intervento chirurgico. Il 3 gennaio 2023 il suo prestito con il Norwich è terminato ed il giocatore ha continuato la riabilitazione con l'Aston Villa.
Il 31 gennaio 2023 Ramsey si è trasferito al Middlesbrough in prestito per il resto della stagione. Il 15 febbraio ha debuttato in Championship contro lo Sheffield Utd entrando in campo all'82º minuto al posto di Marcus Forss. Ha segnato il suo primo gol con il Middlesbrough il 4 marzo segnando due gol nella vittoria per 5-0 contro il Reading.
Il 22 agosto 2023 ha firmato un contratto di cinque anni con il Burnley per un costo di 14 milioni di sterline. Il 26 agosto ha debuttato in Premier League contro l'Aston Villa.

### Nazionale
Ramsey ha giocato con l'Inghilterra Under-16, Under-17 ed Under-18. È stato capitano in Under-17 in una vittoria per 2-1 contro la Germania il 14 novembre 2017. Il 6 settembre 2021 dopo l'infortunio di Harvey Elliott è stato convocato dall'Under-21 per la prima volta, nell'incontro di qualificazione per gli europei under-21 2023 contro il Kosovo. Non è stato tuttavia schierato nella partita.
Il 6 ottobre 2021 ha debuttato e segnato con l'U19 durante una sconfitta per 3-1 contro la Francia a Marbella.
Il 17 giugno 2022 è stato nominato per la squadra finale del Campionato europeo di calcio Under-19 2022 Ramsey ha avuto un ruolo importante nel torneo, incluso il gol finale nella vittoria per 3-1 dell'Inghilterra ai supplementari contro Israele in finale.
Il 21 settembre 2022 ha debuttato con l'U20 durante una vittoria per 3-0 contro il Cile alla Pinatar Arena. Ha segnato il suo primo gol in U20 il 27 settembre in una vittoria per 3-0 contro l'Australia.

## Statistiche

### Presenze e reti nei club
Statistiche aggiornate al 8 ottobre 2023.
| Stagione        | Squadra         | Campionato      | Campionato | Campionato | Coppe nazionali | Coppe nazionali | Coppe nazionali | Coppe continentali | Coppe continentali | Coppe continentali | Altre coppe | Altre coppe | Altre coppe | Totale | Totale | Totale |
| Stagione        | Squadra         | Comp            | Pres       | Reti       | Comp            | Pres            | Reti            | Comp               | Pres               | Reti               | Comp        | Pres        | Reti        | Pres   | Reti   |        |
| --------------- | --------------- | --------------- | ---------- | ---------- | --------------- | --------------- | --------------- | ------------------ | ------------------ | ------------------ | ----------- | ----------- | ----------- | ------ | ------ | ------ |
| 2021-gen. 2022  | Aston Villa     | PL              | 0          | 0          | FACup+CdL       | 0+1             | 0               |                    | -                  | -                  |             | -           | -           | 1      | 0      |        |
| gen.-giu. 2022  | Cheltenham Town | FL1             | 15         | 1          | FACup+CdL       | 0               | 0               |                    | -                  | -                  | FLT         | 0           | 0           | 15     | 1      |        |
| 2022-gen. 2023  | Norwich City    | FLC             | 18         | 3          | FACup+CdL       | 0+2             | 0               |                    | -                  | -                  |             | -           | -           | 20     | 3      |        |
| gen.-giu. 2023  | Middlesbrough   | FLC             | 11         | 5          | FACup+CdL       | 0               | 0               |                    | -                  | -                  |             | -           | -           | 11     | 5      |        |
| 2023-2024       | Burnley         | PL              | 5          | 0          | FACup+CdL       | 0+2             | 0               |                    | -                  | -                  |             | -           | -           | 7      | 0      |        |
| Totale carriera | Totale carriera | Totale carriera | 84         | 0          |                 | 1               | 0               |                    | -                  | -                  |             | 4           | 0           | 90     | 0      |        |

## Palmarès

### Club

#### Competizioni giovanili
- FA Youth Cup: 1

Aston Villa: 2020-2021

### Nazionale
- Campionato europeo di calcio Under-19: 1

2022